# 草迷宮 (映画)
『草迷宮』（くさめいきゅう）は、泉鏡花の同名小説を元に寺山修司が監督した映画作品。
1979年、フランスの映画プロデューサー、ピエール・ブロンベルジェが制作したオムニバス映画『プライベート・コレクション』（Collections privées) 中の一編として、"L'ile aux sirenes"（監督：ジュスト・ジャカン）、"L'Armoire"（監督：ワレリアン・ボロズウィック）の2つのエピソードと共にパリ市内約30の映画館で上映された。
日本では寺山が死去した1983年、寺山修司追悼特集として公開された。三上博史の映画デビュー作である。同映画では、作中で全裸を披露している。母親に陰毛の生えかけた性器をみせるシーンがあるが、役の年齢の少年相当の陰毛量にするために剃られたと語っている。現在、日本で発売されているDVD等では、性器にモザイクがかかっている。

## キャスト
- 三上博史 … 明（少年時代）
- 若松武 … 明（青年時代）
- 新高恵子 … 母親
- 中筋康美 … 千代女
- 福家美峰 … 美登利
- 伊丹十三 … 老人 / 僧 / 校長 （三役）
- 紀ノ山涼子
- 末次章子
- 蘭妖子
- 根本豊
- 矢口桃
- 斎藤正治
- 川合弘美
- サルバドール・タリ
- 斉藤正治
- 平井元
- 福士恵二
- 西郷孝昭
- 市川正
- 水岡彰宏
- 蛭沢美季子
- 川尻育
- 広島ゆき子
- 日野利彦
- 中山孝子
- 辻洋子
- 雪江由記
- 勝本新吾
- 大野晴美
- 谷口万里
- 青山均
- 池田充子
- 加賀屋真子

## スタッフ
- 企画・制作：ピエール・ブロンベルジェ
- 原作：泉鏡花『草迷宮』より
- 脚本：寺山修司、岸田理生
- 監督：寺山修司
- 撮影：鈴木達夫
- 音楽：J・A・シーザー
- 美術：山田勇男
- 録音：木村勝英
- 照明：秦野和人
- 美粧：竹村浩二
- 衣裳：神永宏、蘭妖子
- 挿画：花輪和一
- からくり工作・スチル：小竹信節
- 助監督：相米慎二
- 進行：榎戸耕史
- 編集：大島ともよ
- 記録：森崎偏陸
- コーディネーター：ヒロコ・ゴヴァース
- 制作担当：ユミ・ゴヴァース、九條映子
- 制作主任：中村憲一
- 協力：演劇実験室・天井桟敷、劇団ひまわり、漆原辰雄、植村良己